# ポルト＝カンパニャン駅
ポルト＝カンパニャン駅（ポルトガル語: Estação Ferroviária de Porto-Campanhã）はポルトガル・ポルトにある主要鉄道駅である。1875年5月21日にキンタ・デ・ピニェイロ(Quinta do Pinheiro)地区に開業し、1877年まではピニェイロ駅と呼ばれていた。

## 概要
カンパニャン駅はポルト中心部から東側のやや離れた場所にあり、長距離列車の拠点駅としてポルトの玄関口の役割を担っている。リスボンへ向かうアルファ・ペンドゥラールやコインブラ、アヴェイロ、ブラガ、ギマランイス、バルセロス、ヴィアナ・ド・カステロ、スペインのビーゴへ向かうローカル列車やインターシティが発着する。ポルトの近郊電車（CPポルト）も乗り入れている。また、ポルトメトロA線・B線・C線・E線・F線が当駅に接続している。